# Río Gualjaina
Le río Gualjaina, appelé río Tecka dans son cours supérieur est une rivière de Patagonie argentine. C'est un affluent en rive droite du río Chubut. Il coule dans la partie occidentale de la province de Chubut en Patagonie argentine. 

## Géographie
La rivière a une longueur approximative de 200 km.
Elle matérialise la limite naturelle entre les départements de Languiñeo et de Futaleufú et aussi entre ceux de Languiñeo et de Cushamen. 
La rivière naît au sud du cerro Cuche, à quelque 800 m d'altitude, dans les Andes de Patagonie; à partir de la localité de Tecka, elle se dirige en direction du nord et traverse dès lors une vallée en pente douce limitée à l'ouest par les cordons Gualjaina et Kaquel, et à l'est par la sierra de Tecka.
La rivière reçoit l'apport de plusieurs tributaires de caractère torrentiel, et dans certains cas sporadiques. Les terrasses se trouvant sur son flanc gauche ou ouest, d'origine glaciofluviale, sont parcourues par ces affluents; parmi ceux-ci on doit mentionner le río Lepá, situé près de la localité de Gualjaina, qui lui a donné son nom.
Après Tecka la vallée s'élargit considérablement jusqu'à atteindre une largeur de huit kilomètres au niveau de son confluent avec le río Chubut en son cours supérieur.

## Principales localités traversées
- Tecka
- Gualjaina